# Auttoinen
Auttoinen är en ort i Finland.   Den ligger i den ekonomiska regionen  Lahtis ekonomiska region  och landskapet Päijänne-Tavastland, i den södra delen av landet, 130 km norr om huvudstaden Helsingfors. Auttoinen ligger 135 meter över havet och antalet invånare är 1 300.
Terrängen runt Auttoinen är platt. Runt Auttoinen är det glesbefolkat, med 8 invånare per kvadratkilometer. Närmaste större samhälle är Padasjoki, 11,8 km nordost om Auttoinen. I omgivningarna runt Auttoinen växer i huvudsak barrskog.